# Josef Schöchl

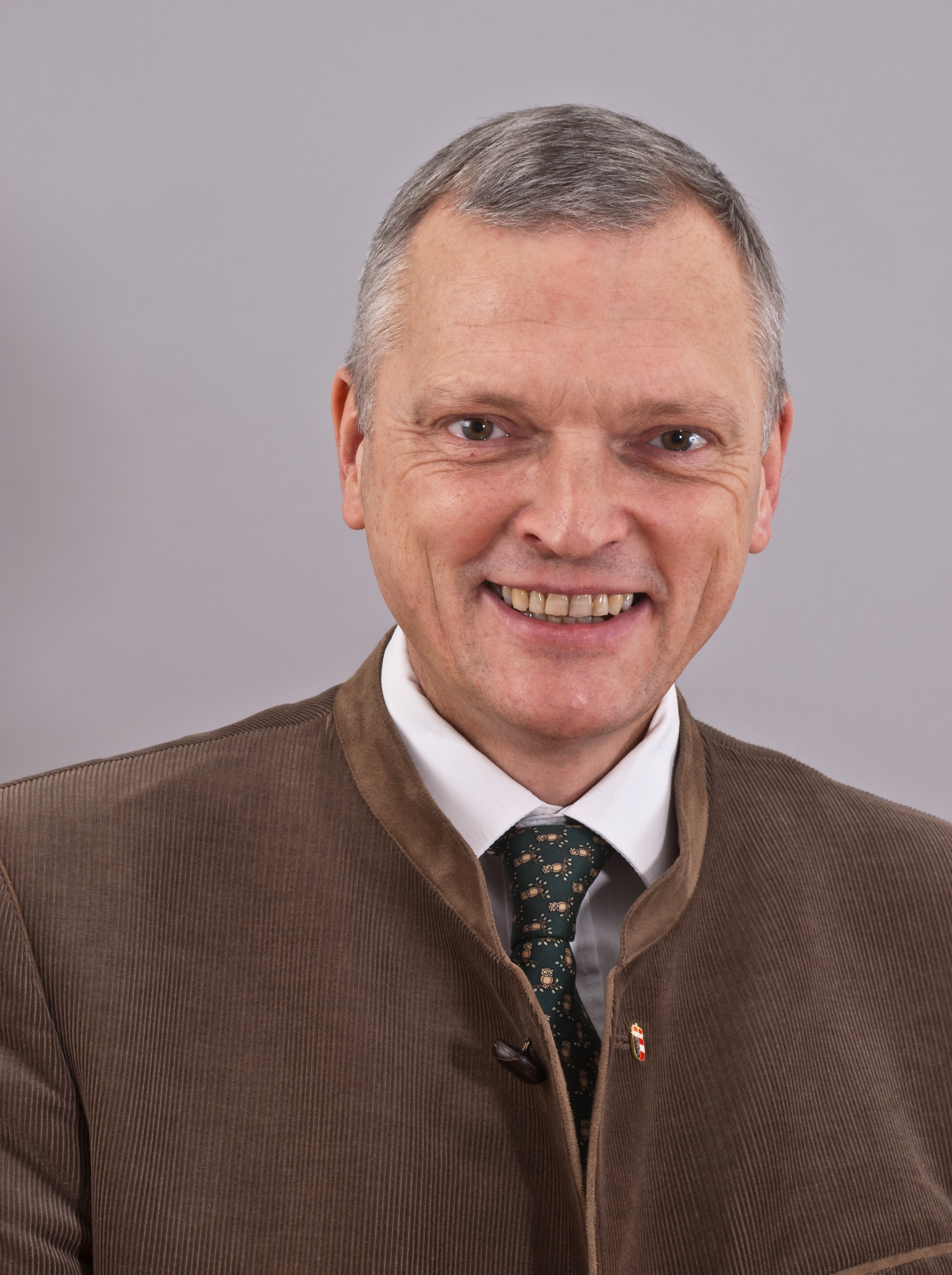
Josef Schöchl (2012)

Josef Schöchl (* 20. Jänner 1959 in Salzburg) ist ein österreichischer Veterinärmediziner und Politiker (ÖVP). Schöchl ist seit 2009 Abgeordneter zum Salzburger Landtag, von 31. Jänner 2018 bis 13. Juni 2018 war er Landtagspräsident.

## Leben
Schöchl wurde als Sohn der Kaufleute Josef und Hilde Schöchl in Salzburg geboren. Seine Eltern waren Inhaber eines Lebensmittelgeschäfts mit angeschlossener Drogerie. Er besuchte die Volksschule in Salzburg–Parsch und legte die Matura 1978 am Akademischen Gymnasium in Salzburg ab. Danach leistete Schöchl 1978 seinen Präsenzdienst beim Bundesheer ab und studierte zwischen 1978 und 1985 Veterinärmedizin an der Veterinärmedizinischen Universität Wien. Josef Schöchl schloss sein Studium 1985 mit dem akademischen Grad Mag. med. vet. ab und promovierte 1986 zum Dr. med. vet. Zudem studierte Schöchl zwischen 1979 und 1981 Politikwissenschaften an der Universität Wien.
Zwischen 1985 und 1989 arbeitete er als praktischer Tierarzt und Amtstierarzt beim Veterinäramt der Stadt Salzburg und war zudem zwischen 1986 und 1992 als nebenberuflicher Lehrer an der HBLA Ursprung aktiv. In der Folge war Schöchl zwischen 1992 und 2007 an der landwirtschaftlichen Fachschule Kleßheim tätig. Im Jahr 1990 ernannte man ihn zum Amtstierarzt beim Amt der Salzburger Landesregierung und 1994 zum Landesveterinärdirektor. Sodann wurde er 1995 Fachtierarzt für Lebensmittel. Er war zudem von 1996 bis 1997 Gründungsvorsitzender der "Arbeitsgemeinschaft der österreichischen Amtstierärzte" und von 1997 bis 2003 Universitätsbeirat der Veterinärmedizinischen Universität Wien.
Seit 1983 ist er Mitglied der katholischen Studentenverbindung KÖHV Rugia Wien und seit 1986 KSHV Lodronia Salzburg im ÖCV.

## Politik
Schöchl war zwischen 2004 und 2008 Gemeindeparteiobmann in Eugendorf sowie zwischen 2004 und 2009 Gemeinderat. Er hatte zudem zwischen 2006 und 2008 die Funktion des stellvertretenden Bezirksparteiobmanns der ÖVP Flachgau inne und wurde 2008 zum Bezirksparteiobmann gewählt. Am 22. April 2009 lobte man ihn als Landtagsabgeordneten an, wobei er innerhalb des ÖVP-Landtagsklubs die Funktion des Bereichssprechers für Verkehr und Abfallwirtschaft übernahm.
Am 15. Jänner 2018 erklärte Hans Mayr seinen Rücktritt als Landesrat mit 30. Jänner 2018, die bisherige Landtagspräsidentin Brigitta Pallauf (ÖVP) folgte ihm mit 31. Jänner 2018 als Landesrätin nach, Josef Schöchl wurde Landtagspräsident. Nach der Landtagswahl 2018 wurde am 13. Juni 2018 in der konstituierenden Landtagssitzung der 16. Gesetzgebungsperiode wieder Brigitta Pallauf zur Landtagspräsidentin gewählt.

## Ehrungen und Auszeichnungen
- 2003: Verleihung des Amtstitels «Hofrat»
- 2012: Aufnahme in die Bruderschaft von Santa Maria dell’Anima ("Animabruderschaft")
- 2019: Verleihung Berufstitel «Professor» durch Bundespräsident Alexander Van der Bellen

## Schriften
- Lebensmittelgeschiche(n). Schmackhaft – wissenswert – kurios. Anton Pustet, Salzburg 2013, ISBN 978-3-7025-0703-9.
- Zu Tisch. Die kulinarische Welt historischer Persönlichkeiten. Anton Pustet, Salzburg 2015, ISBN 978-3-7025-0795-4.